# كوانيترا هولينجسورث
كوانيترا هولينجسورث (بالتركية: Kuanitra Holingsvorth)‏ مواليد 15 نوفمبر 1988، هي لاعبة كرة سلة أمريكية. بدأت مسيرتها الاحترافية في سنة 2009. تم اختيارها من قبل فريق مينيسوتا لينكس خلال الدرافت. تلعب مع سياتل ستورم في دوري الاتحاد الوطني لكرة السلة النسائية كلاعب وسط. وتحمل الرقم 13. يبلغ طولها 6 قدم 5 بوصة (2.0 م). مثلت منتخب بلادها. شاركت في دورة الألعاب الأولمبية الصيفية سنة 2012.

## المسيرة الاحترافية
لعبت مع مينيسوتا لينكس في موسم 2009–2010، ثم لعبت مع نيويورك ليبرتي في سنة 2011، ثم لعبت مع واشنطن ميستيكس في سنة 2013، ثم لعبت مع نادي فنربخشة من سنة 2013 إلى 2016، ثم لعبت مع سياتل ستورم في سنة 2015.

## روابط خارجية
- كوانيترا هولينجسورث على موقع الاتحاد الدولي لكرة السلة (الإنجليزية)
- كوانيترا هولينجسورث على موقع الاتحاد الوطني لكرة السلة النسائية (الإنجليزية)
- كوانيترا هولينجسورث على موقع كرة السلة الأوروبية.كوم (الإنجليزية)
- كوانيترا هولينجسورث على موقع كلية كرة السلة في سبورتس رفرنس.كوم (الإنجليزية)
- كوانيترا هولينجسورث على موقع بروبوليرز (الإنجليزية)
- كوانيترا هولينجسورث على موقع سبورتس رفرنس (الإنجليزية)
- كوانيترا هولينجسورث على موقع سبورتس رفرنس (الإنجليزية)
- كوانيترا هولينجسورث على موقع اللجنة الأولمبية الدولية (الإنجليزية)
- كوانيترا هولينجسورث على موقع أوليمبيديا (الإنجليزية)